# Laurent Douzou
Pour les articles homonymes, voir Douzou.
Laurent Douzou (né le 16 février 1954 à Lyon) est un historien, un essayiste et un universitaire français, .

## Biographie
Professeur émérite d'histoire à l'université Lumière Lyon-II et à l'Institut d'études politiques de Lyon, Laurent Douzou est spécialiste de l'histoire et de la mémoire de la Seconde Guerre mondiale en particulier de la Résistance intérieure française
Il a été entre 2010 et 2012 membre de la Maison française d'Oxford et membre senior de l’Institut Universitaire de France (IUF) de 2012 à 2017. Il préside le conseil scientifique du Musée de la Résistance et de la Déportation de Besançon.

## Publications
- La désobéissance, histoire du Mouvement Libération-sud, Éditions Odile Jacob, Paris, 1995.
- Voler les Juifs. Lyon, 1940-1944, en collaboration avec Bénédicte Gavand et Anne-Claire Janier-Malnoury, Hachette Littératures, coll. « Vie quotidienne », Paris, 2003.
- La Résistance française – Une histoire périlleuse, Éditions du Seuil, coll. « L'histoire en débats », Paris, 2005, 365 p.
- Lucie Aubrac, Éditions Perrin, 2009, Paris, 376 p.  (ISBN 978-2-262-02746-9)
- La Résistance. Une morale en action, Gallimard, coll. « Découvertes Gallimard/Histoire » (no 568), 2010, Paris, 128 p.
- La Résistance oblitérée. Sa mémoire gravée par les Timbres (avec Jean Novosseloff), Éditions du Félin, 2017, Paris, 176 p.
- La lutte clandestine en France. Une histoire de la Résistance 1940-1944 (avec Sébastien Albertelli et Julien Blanc), Éditions du Seuil, coll. "La librairie du XXIe siècle", Paris, 2019, 448 p.
- Le moment Daniel Cordier. Comment écrire l'histoire de la Résistance?, CNRS Editions, 2021, Paris, 195 p.
- Découvrir le programme du CNR, Editions sociales, 2022, Paris, 179 p.